# Overheidsmanager van het jaar (België)
Overheidsmanager van het jaar is een erkenning voor de meest verdienstelijke Nederlandstalige Belgische overheidsmanager die sinds 1997 jaarlijks wordt uitgereikt door de Vlaamse Vereniging voor Bestuur en Beleid. Een onafhankelijke jury van deskundigen verkiest topambtenaars uit verschillende bestuurslagen omwille van hun bijdrage aan een verbetering van het beleid en de publieke dienstverlening. In 2009 werd met de Life-time achievement award een extra prijs in het leven geroepen om bestuurders te bekronen die op pensioen gaan en hun carrière hebben gewijd aan het algemeen belang in een overheidsfunctie.

## Laureaten
- 1997: Fred Nolf, stadssecretaris van de stad Antwerpen[1]

Willy Van den Bussche, hoofdconservator van het Provinciaal Museum voor Moderne Kunst van Oostende
- 1998: Yvan Bostyn, administrateur-generaal van de Vlaamse Dienst voor Arbeidsbemiddeling en Beroepsopleiding[2]

Lieven Vandenberghe, administrateur-generaal van Kind en Gezin
- 1999: niet toegekend door te weinig valabele kandidaturen
- 2000: Daniël Verbeken, stadsontvanger van de stad Gent[4]
- 2001: Karel Baeck, administrateur-generaal van de Rijksdienst voor Arbeidsvoorziening[5]
- 2002: René Kusters, administrateur-generaal van het Openbaar Psychiatrisch Zorgcentrum Rekem

Ivo Carmen, procureur des Konings bij het parket te Leuven
- 2003: Eddy Bruyninckx, afgevaardigd bestuurder van het Autonoom Havenbedrijf Antwerpen[7]
- 2004: Piet Vanthemsche, gedelegeerd bestuurder van het Federaal Agentschap voor de Veiligheid van de Voedselketen[8]
- 2005: Frank Robben, administrateur-generaal van de Kruispuntbank van de Sociale Zekerheid[9]
- 2006: Ingrid Lieten, directeur-generaal van de Vlaamse Vervoermaatschappij De Lijn[10]
- 2007: Frank Van Massenhove, voorzitter van het directiecomité van de Federale Overheidsdienst Sociale Zekerheid[11]
- 2008: Rudi Haeck, stadssecretaris van de stad Genk

Staf Mariën, secretaris van het OCMW van Genk
- 2009: Fons Leroy, gedelegeerd bestuurder van de Vlaamse Dienst voor Arbeidsbemiddeling en Beroepsopleiding
- 2010: Didier Seeuws, adjunct-permanent vertegenwoordiger van België bij de Europese Unie

Axel Buyse, algemeen afgevaardigde van de Vlaamse Regering bij de Permanente Vertegenwoordiging van België bij de Europese Unie
- 2011: Stefaan Van Mulders, administrateur-generaal van het Agentschap Jongerenwelzijn van de Vlaamse overheid
- 2012: Peter de Caluwe, algemeen directeur van de Koninklijke Muntschouwburg[12]
- 2013: Jan Compernol, secretaris van de gemeente Oostkamp

Tom Vandenberghe, secretaris van het OCMW van Oostkamp
- 2014: Catherine De Bolle, commissaris-generaal van de Federale politie[13]
- 2015: Jos Delbeke, directeur-generaal klimaat bij de Europese Commissie
- 2016: Gunther Broucke, intendant bij Brussels Philharmonic en bij het Vlaams Radiokoor
- 2017: Tania Dekens, administrateur-generaal van FAMIFED
- 2018: Hans D'Hondt, voorzitter van de Federale Overheidsdienst Financiën
- 2019: Karine Moykens, secretaris-generaal van Departement Welzijn, Volksgezondheid en Gezin van de Vlaamse overheid
- 2020: niet uitgereikt
- 2021: Bert Brugghemans, zonecommandant van Brandweer Zone Antwerpen
- 2022: Marleen Porto-Carrero, CEO van Farys
- 2023: Mark Andries, administrateur-generaal van het Agentschap Innoveren & Ondernemen van de Vlaamse overheid
- 2024: Wim Jonckheere, algemeen directeur van de gemeente De Panne

Willem Van de Voorde, permanent vertegenwoordiger van België bij de Europese Unie

## Life-time achievement award
- 2009: Karel Baeck, administrateur-generaal van de Rijksdienst voor Arbeidsvoorziening (RVA)

Eric Stroobants, secretaris-generaal van het Departement diensten voor het algemeen regeringsbeleid van de Vlaamse overheid
- 2010: Roger Depré, professor aan de Katholieke Universiteit Leuven
- 2011: Johan Verstraeten, administrateur-generaal van de Rijksdienst voor Kinderbijslag voor Werknemers (RKW)
- 2012: Georges Monard, voorzitter van de Federale Overheidsdienst Personeel en Organisatie (FOD P&O) en voormalig secretaris-generaal van het Departement Onderwijs van de Vlaamse overheid[14]
- 2013: Nicole De Clercq, regionaal directeur van de Nederlandstalige gevangenissen bij de Federale Overheidsdienst Justitie
- 2014: Marc Morris, secretaris-generaal van het Departement Welzijn, Volksgezondheid & Gezin van de Vlaamse overheid
- 2015: Hedwig Van der Borght, secretaris-generaal van het Departement Financiën en Begroting van de Vlaamse overheid
- 2016: Mark Suykens, algemeen directeur van de Vereniging van Vlaamse Steden en Gemeenten (VVSG)
- 2017: niet uitgereikt
- 2018: Ignace Desomer, voorzitter van de Nederlandse Kamer van het Rekenhof
- 2019: Jerry Aerts, algemeen en artistiek directeur van deSingel
- 2020: niet uitgereikt
- 2021: Jo De Cock, administrateur-generaal van het Rijksinstituut voor Ziekte- en Invaliditeitsverzekering
- 2022: Linda Boudry, directeur van het Kenniscentrum Vlaamse Steden
- 2023: Filip De Rynck, professor aan de Universiteit Gent

Geert Bouckaert, professor aan de Katholieke Universiteit Leuven